# C.R.A.S.H.
C.R.A.S.H. (Mother, Jugs & Speed) ist eine US-amerikanische Filmkomödie von Peter Yates aus dem Jahr 1976.

## Handlung
Die F+B Ambulance Company befindet sich in einem intensiven Kampf mit der Unity Ambulance Company, um einen Vertrag mit der Stadt für die Bereitstellung von Krankenwagen für ein Gebiet innerhalb von Los Angeles zu gewinnen. Ihr Star-Fahrer ist „Mother“ Tucker (Bill Cosby), ein talentierter Antiheld, der im Dienst Alkohol trinkt, Nonnen belästigt und sich gegenüber praktisch jedem, den er trifft, unverschämt verhält, auch gegenüber seinem Partner Leroy (Bruce Davison). In der Tat ist die gesamte Firma eine Bande von Außenseitern, darunter der hypersexuelle John Murdoch (Larry Hagman), sein Partner Walker (Michael McManus), der vermeintliche Medizinstudent Bliss (Allan Warnick) und der forsche Texaner „Rodeo“ Moxey (Dick Butkus). Die Anrufe in der Telefonzentrale werden von Jennifer (Raquel Welch) entgegengenommen, die von den Fahrern wegen ihres üppigen Busens den Spitznamen „Jugs“ erhält. Harry „Doughnut“ Fishbine (Allen Garfield) leitet das Unternehmen und nutzt gelegentlich hinterhältige Mittel (z. B. Schmiergelder), um sein Einkommen zu sichern.
Als Walker bei einem Anruf durch einen Treppensturz verletzt wird, heuert Harry Fishbine Tony Malatesta (Harvey Keitel) an, einen in Ungnade gefallenen Sheriff-Detective und ehemaligen Krankenwagenfahrer aus dem Vietnamkrieg. Als er erfährt, dass Tony wegen des Vorwurfs, Kokain an Kinder verkauft zu haben, vom Dienst beim Sheriff suspendiert wurde, gibt ihm die Mutter den Spitznamen „Speed“. Speed wird anfangs mit Murdoch gepaart, obwohl ihre Partnerschaft belastet wird, als Speed Murdoch davon abhalten muss, eine bewusstlose College-Studentin zu vergewaltigen, die eine Überdosis Seconal genommen hat. Bei einem falschen Notruf wird Leroy von einem Junkie (Toni Basil), der Drogen verlangt, erschossen und getötet. Als Mother den Junkie mit einer Waffe bedroht, begeht der Junkie Selbstmord. Später in der Nacht greift eine betrunkene Mutter Murdoch an, weil er sagt, dass Leroys Tod „nicht zählt“; obwohl Murdoch dies in Bezug auf den „Leichenpool“ der Fahrer sagt, empfindet Mutter es als einen Angriff auf den Charakter seines toten Partners. Harry schließt sich daraufhin mit Speed und Mutter zusammen, um seinen Fahrermangel zu lindern.
In der Zwischenzeit hat Jugs ihre Zertifizierungen als Emergency Medical Technician (EMT) und Krankenwagenfahrerin erhalten und erzwingt ihren Weg auf den aktiven Dienstplan von F+B mit der Androhung von Klagen wegen sexueller Diskriminierung. Als Speed eine Verletzung vortäuscht, um Jugs' Verhaftung wegen Missbrauchs eines Krankenwagens zu verhindern, verlieben sich die beiden ineinander. Obwohl sich Jugs als fähige Rettungssanitäterin erweist, verliert sie die Nerven, nachdem eine schwangere Frau unter ihrer Obhut eine schwere Geburtsblutung erleidet und in Mutters Krankenwagen verblutet. Jugs zieht sich daraufhin zurück, bis Mutter sie berät und ihr den Mut gibt, wieder zu arbeiten.
Bei einer Sitzung im Rathaus teilt Stadtrat Warren den Eigentümern von Unity und F+B mit, dass sie den Auftrag nicht erhalten werden – stattdessen wird er an ein größeres, etabliertes Unternehmen vergeben. Um ihre Geschäfte zu retten, schlägt der Besitzer von Unity, Charles Taylor, vor, dass die beiden Unternehmen fusionieren. Obwohl der Stadtrat mit der Fusion einverstanden ist, ist Fishbine es nicht. Die Diskussion wird durch einen Notruf unterbrochen: Murdoch, betrunken und mit einer Handfeuerwaffe bewaffnet, ist mit Walker in das Büro der Busgarage von F+B eingebrochen und hält Mrs. Fishbine als Geisel. Alle Krankenwagen von Unity und F+B fahren in die F+B-Garage; bei der Ankunft eröffnet Murdoch das Feuer und trifft Speed in die Schulter. Als Mother auf das Garagengelände stürmt, um seinen Krankenwagen zu retten, steht er Murdoch gegenüber; Murdoch versucht, Mother zu erschießen, aber seine Waffe ist leer. Ein stellvertretender Sheriff erschießt daraufhin Murdoch und tötet ihn.
Nach diesem Vorfall fusioniert F+B mit Unity und gründet die Fishbine + Unity (F+U) Ambulance Company, die ihren Sitz in der alten F+B Garage hat. (Das neue Akronym für die Firma ist auch eine Slangabkürzung für „fuck you“; das alte F+B stand für „Fish + Bine“). Speed, der von allen Vorwürfen freigesprochen wurde, wird wieder in den Polizeidienst aufgenommen, obwohl er weiterhin eine romantische Beziehung zu Jugs hat. Jugs wird zunächst wieder in die Telefonzentrale versetzt, bis Mutter darauf besteht, dass sie seine neue Partnerin wird. Die beiden fahren zusammen weg, wobei Mutter am Ende des Films noch einmal die Nonnen belästigt.

## Kritiken
Roger Ebert schrieb in der Chicago Sun-Times vom 14. Juni 1976, die Komödie sei einer der Filme, die den Studiochefs während der Planung großartig vorgekommen haben mögen, aber fertiggestellt sei er eine „unglückliche Mischung“ von MASH und As the World Turns. Die Komödie versuche gleichzeitig, pathetisch, satirisch und romantisch zu sein; alle drei Versuche würden misslingen. Ebert lobte lediglich die Darstellung von Bill Cosby, der „natürlich“, „komisch“ und „ungezwungen“ wirke.
Die Zeitschrift TV direkt 13/2007 schrieb, der Film sei eine „vulgäre Mischung aus Action und Satire“.

## Hintergrund
Der Film wurde in Oxnard (Kalifornien) gedreht.